# Patate
Patate je řeka v Ekvádoru. Pramenný úsek Cutuchi protéká městem Latacunga. Patate odvádí vody z východní části provincie Cotopaxi a západní části provincie Tungurahua, kde spolu s řekou Chambo vytváří řeku Pastazu.